# Norman Lockyer

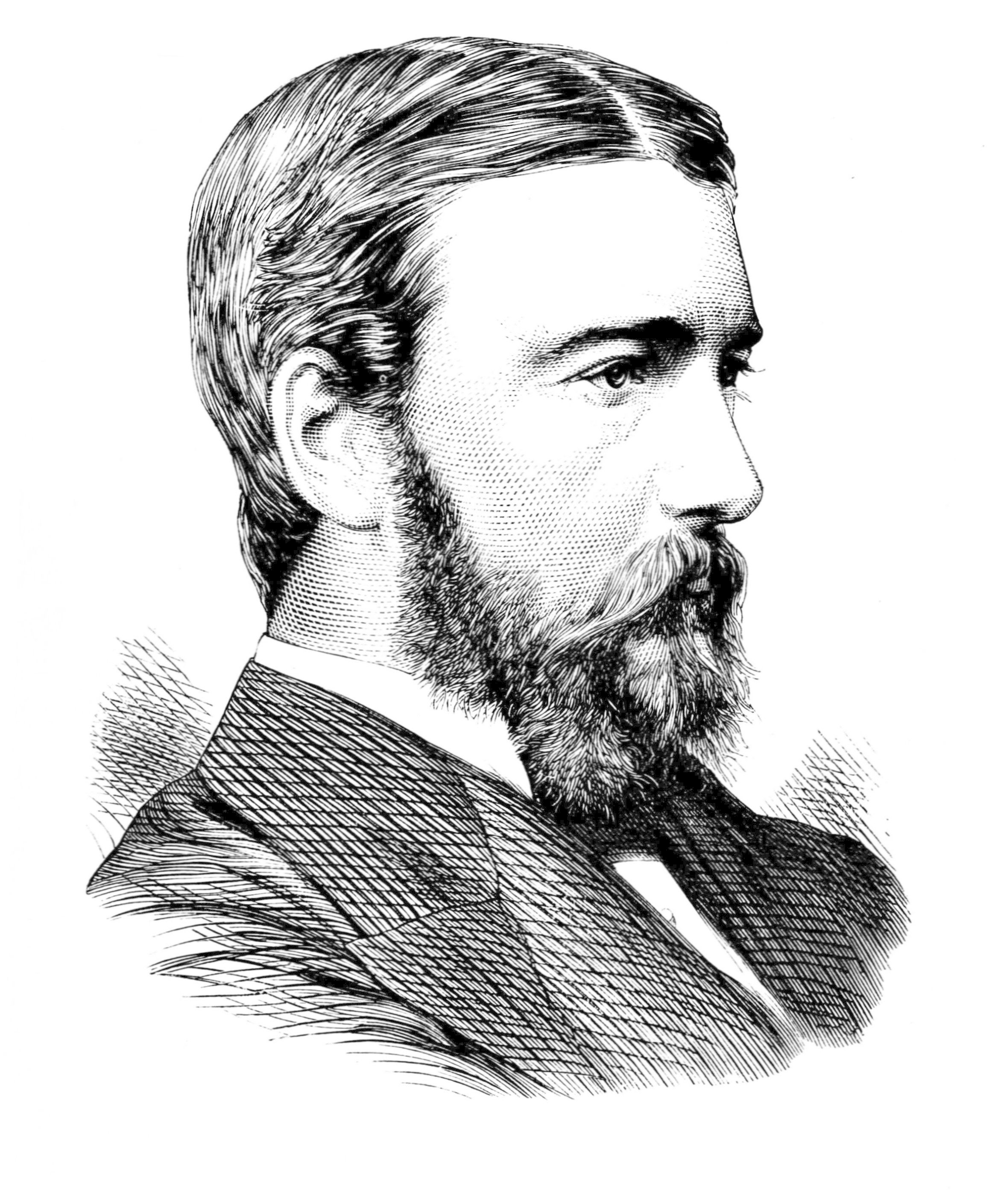
1891-ben

Sir Joseph Norman Lockyer (1836. május 17. – 1920. augusztus 16.) a Királyi Természettudományos Társaság tagja, angol fizikus, amatőr, majd hivatásos csillagász. Pierre Janssen francia tudóssal párhuzamosan mutatta ki a hélium színképvonalát a Nap légkörében, és ő ismerte fel, hogy a vonalat egy új elem okozza. Lockyer volt a neves tudományos magazin, a Nature folyóirat egyik alapítója és első szerkesztője.

## Élete
A Warwickshire megyei Rugby-ben (Rugby kerület székhelyén) született. Iskolai tanulmányai után Svájcba és Franciaországba utazott. Néhány évig a brit hadseregben, majd a Hadügyminisztériumban dolgozott, mint tisztviselő. Miután feleségül vette Winifred Jamest, Dél-Londonban, Wimbledonban telepedett le.
Szenvedélyes amatőrcsillagász volt, különösen a Nap jelenségei izgatták. Nem elégedett meg az egyszerű észlelő szerepével, hanem szorgos tanulással hivatásos csillagásszá képezte magát.
Az 1860-as években Lockyert elbűvölte az elektromágneses spektroszkópia, mint az égitestek kémiai összetételének elemzésére alkalmas eszköz.
Csillagászati megfigyeléseit új otthonában, West Hampsteadben is folytatta azzal a 16 cm-es távcsővel, amit Wimbledonban is használt.

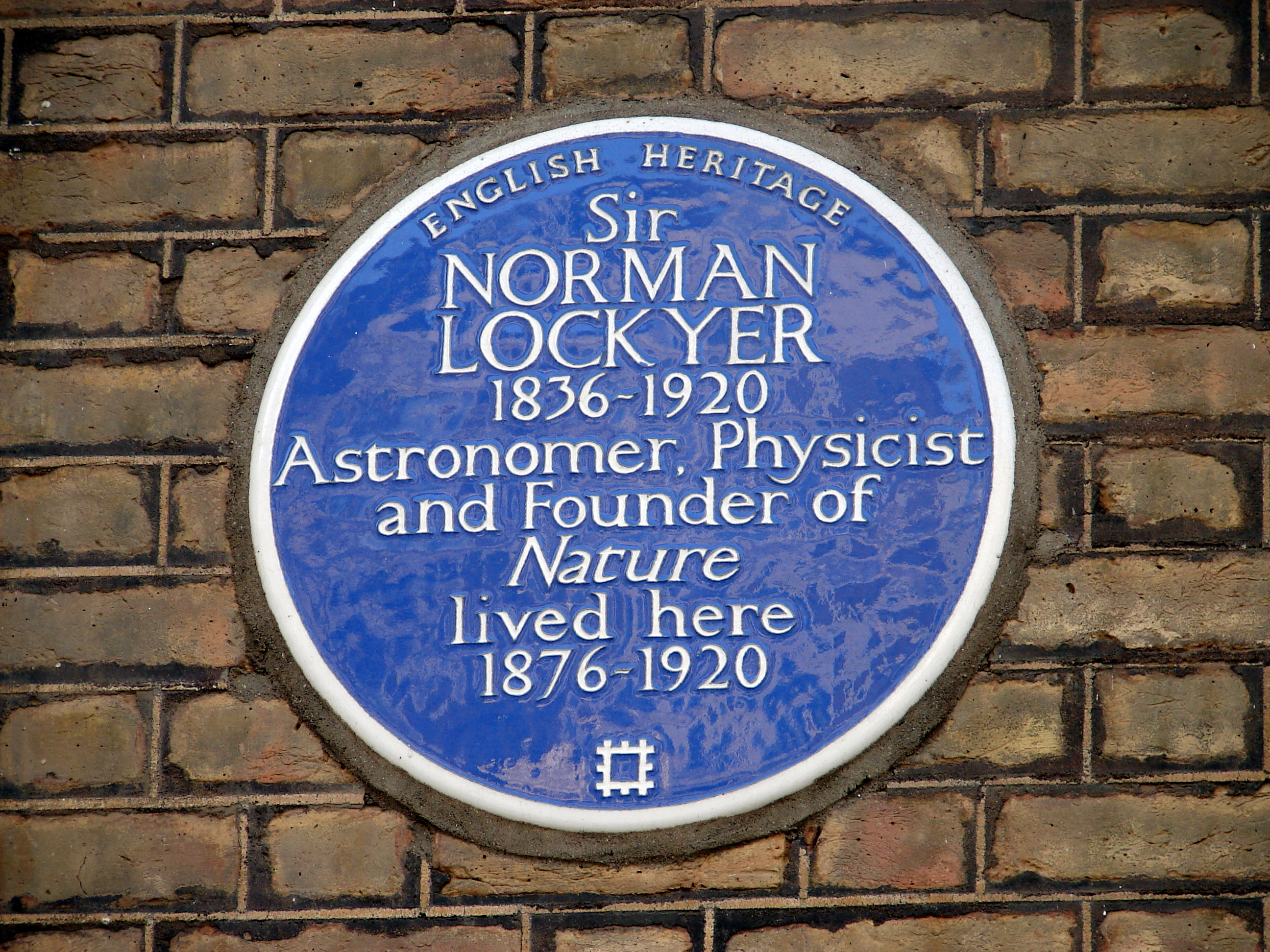
Az angol szellemi örökség emléktáblája Salcombe Regisben, Lockyer lakhelyén

1881-ben nevezték ki a londoni King's Collegeban az asztrofizika professzorává. 1885-ben lett a South Kensingtonban álló napfizikai obszervatórium (Solar Physics Observatory) igazgatója. 1913-ban vonult nyugdíjba, ezután az otthonától nem messze csillagászati obszervatóriumot hozott létre Salcombe Regisben (Devon megye). A kezdetben Hill Observatory néven ismert hely Lockyer halála után a Lockyer Observatory and Planetarium nevet kapta. Egy ideig az Exeteri Egyetemhez tartozott, napjainkban a kelet-devoni kerületi tanács tulajdona, és a Norman Lockyer Observatory Society működteti.
1920-ban, otthonában halt meg. A helyi St Peter and St Mary templomkertben temették el.

## Tudományos munkássága
Az 1860-as években spektroszkópiai módszerekkel kimutatta, hogy a napfoltok azért sötétebbek környezetüknél, mert ezek hidegebb foltok a Nap légkörében. 1868-ban módszert dolgozott ki arra, hogy figyelhetők meg a Nap protuberanciái olyankor, amikor nincs napfogyatkozás.
Ugyancsak 1868. augusztus 18-án egy napfogyatkozás alkalmával Pierre Janssen francia csillagász (aki külön ezért utazott Indiába) a Nap széléről készített spektrumban egy erős sárga vonalra figyelt fel az 588 nm hullámhossz környékén. Ennek hullámhossza alig valamivel kisebb, mint a nátrium ún. „D”-vonalaié. Rájött, hogy ez a vonal annyira erős, hogy észleléséhez nincs szükség napfogyatkozásra. Lockyer, aki otthon maradt és nem tudott Janssen felfedezéséről, így látta meg a vonalat október 20-án. Felfedezésüket meglepően hamar, már 1868. október 26-án ismertették a Francia Tudományos Akadémián.
Mivel a vonalat egyik ismert kémiai elem sem okozhatta, Lockyer rájött, hogy ez ismeretlen kémiai anyag csak a Napban található meg. Éppen ezért a hélium nevet adta neki Héliosz görög napisten után. Ez az állítása nagy vitát váltott ki; ellenzői szerint ezt a vonalat a hidrogén bocsáthatja ki a Földön nem reprodukálhatóan nagy hőmérsékleten és nyomáson. Csak 1895-ben sikerült William Ramsay-nek a Földön is kimutatnia a héliumot, és megállapította, hogy azt az urán bocsátja ki. A hélium azonosítása érdekében Lockyer együtt dolgozott Edward Frankland kémikussal. Janssent és Lockyert a hélium közös felfedezőinek tekintik.
Hogy megkönnyítse a különféle tudományágak közötti információáramlást, Lockyer 1869-ben létrehozta az általános tudományos folyóiratot, a Nature-t. A folyóiratot a következő ötven évben (haláláig) ő szerkesztette.
Az 1870-es évektől különösen az érdekelte, hogy milyen hatással van a nap tevékenysége a földi időjárásra. Nyolc expedíciót vezetett napfogyatkozások megfigyelésére, például Szicíliába 1870. december 22-ére, Indiába 1871. december 12-ére és 1898. január 22-ére, Egyiptomba 1882-ben.
A legelső olyan, angolul beszélő tudósok egyike között volt, akik tudományos módszereket alkalmaztak őskori maradványok csillagászati vonatkozásainak vizsgálatára.
Idősebb korában érdekelni kezdte az ókori egyiptomi templomok esetleges csillagászati tájolása; többüket fel is mérte. Eredményeit 1894-ben publikálta The Dawn of Astronomy („A csillagászat hajnala”) című művében. Megállapította, hogy néhány templomot gondosan a földrajzi irányokhoz tájoltak úgy, hogy az év adott napján a Nap vagy egy fényes csillag egy keskeny résen át a templom egy bizonyos helyét világítsa meg.
Az ötletet később sokan átvették és alkalmazták, például az Írországban lévő Newgrange-nél is. Lockyer a Nagy-Britanniában található több tucat megalitikus maradvány földrajzi felmérésével is foglalkozott. Eredményeit 1906-ban jelentette meg Stonehenge and Other British Stone Monuments Astronomically Considered címmel („Stonehenge és más brit kőmaradványok csillagászati vonatkozásai”). A megalitikus csillagászat alapművévé vált munkája az amatőr archeo-csillagászok több generációját ösztönözte.
Kevéssé ismert, hogy 1909-ben jelent meg Surveying for Archaeologists („felmérés régészek számára”) című műve, ami az első, ilyen témájú munka volt.

## Fontosabb publikációi
- Norman Lockyer. Elementary Lessons in Astronomy. Macmillan and co. (1889) (1868–94)
- Questions on Astronomy (1870)
- Norman Lockyer. Contributions Contributions to Solar Physics. Macmillan and co. (1874)
- Joseph Norman Lockyer. The Spectroscope and Its Applications. Macmillan and Co. (1873)
- Norman Lockyer,  George Mitchell Seabroke. Stargazing. Macmillan and co. (1878)
- Norman Lockyer. Studies in spectrum analysis. C. K. Paul (1878)
- Report to the Committee on Solar Physics on the Basic Lines Common to Spots and Prominences (1880)
- Joseph Norman Lockyer,  Norman Lockyer. The Movements of the Earth. Macmillan and co. (1887)
- Norman Lockyer. The Chemistry of the Sun. Macmillan and co. (1887)
- Norman Lockyer. The Meteoritic Hypothesis. Macmillan (1890)

- Penrose, F.C., (communicated by Joseph Norman Lockyer), The Orientation of Greek Temples, Nature, v.48, n.1228, 11 May 1893, pp. 42–43
- Norman Lockyer. The Dawn of Astronomy. Cassell (1894)

- The Rules of Golf: Being the St. Andrews Rules for the Game (1896), with William Rutherford
- Norman Lockyer. The Sun's Place in Nature. The Macmillan company (1897)
- Recent and Coming Eclipses (1900)
- Norman Lockyer. Inorganic Evolution as Studied by Spectrum Analysis. Macmillan and co., limited (1900)
- Norman Lockyer. On the Influence of Brain Power on History. Macmillan and Co., Limited (1903)
- Stonehenge and Other British Stone Monuments Astronomically Considered (1906; second edition, 1909)
- Norman Lockyer,  Joseph Norman Lockyer. Education and National Progress. Macmillan and co. (1906)
- Norman Lockyer,  Joseph Norman Lockyer. Surveying for Archaeologists. Macmillan and co., limited (1909)
- Norman Lockyer,  Winifred Lucas Lockyer. Tennyson, as a Student and Poet of Nature. Macmillan (1910)

## Tisztségek, díjak, elismerések
- A Royal Society tagja (1869)
- Janssen-díj, Párizsi Tudományos Akadémia (1875)
- A Bath lovagrend parancsnoka (1897)[5]
- British Association elnöke (1903–1904)
- Lockyer kráter a Holdon és a Marson

## Fordítás
- Ez a szócikk részben vagy egészben  a   Norman Lockyer című angol Wikipédia-szócikk fordításán alapul.  Az eredeti cikk szerkesztőit annak laptörténete sorolja fel. Ez a jelzés csupán a megfogalmazás eredetét és a szerzői jogokat jelzi, nem szolgál a cikkben szereplő információk forrásmegjelöléseként.